# Lijst van beschermd onroerend erfgoed in Elsene
Een overzicht van het beschermde onroerend erfgoed in Elsene. Het beschermd onroerend erfgoed maakt deel uit van het cultureel erfgoed in België.
| Object                                                                                               | Datum beschermd? | Bouwjaar/architect                                                                   | Stijl                                 | Typologie                                        | Adres | Coördinaten | Id-nummer?  | Afbeelding                                                                                           |
| --- | ---------------- | ------------------------------------------------------------------------------------ | ------------------------------------- | ------------------------------------------------ | --- | ----------- | ----------- | --- |
| Oude linde, staande tegen het koor der Sint-Adrianuskerk, te Boendaal                                | 21/12/1936       |                                                                                      |                                       | Opmerkelijke boom                                | OUDE-LINDESQUARE 0                                                                                                  |             | 2071-0001/0 | |
| Ter Kamerenabdij - kerk, klooster en pastorie met hun aanhorigheden                                  | 30/06/1953       |                                                                                      | Classicisme                           | Abdij                                            | ABDIJ TER KAMEREN 0 , RODE-KRUISSQUARE 0 , MUNSTERSTRAAT                                                            |             | 2071-0002/0 | Ter Kamerenabdij - kerk, klooster en pastorie met hun aanhorigheden                                  |
| Heilige Drievuldigheidskerk                                                                          | 10/11/1955       | 1907-1908 Fernand Symons, Julien De Ridder, Jules-Jacques Van Ysendyck, J. Franquart | Neo-Vlaamse barok, Vlaamse barok      | Kerk                                             | Drievuldigheidsvoorplein                                                                                            |             | 2071-0003/0 | Heilige Drievuldigheidskerk                                                                          |
| De Meeûsplantsoen - Elsene                                                                           | 08/11/1972       |                                                                                      |                                       | Plantsoen                                        | DE MEEUSSQUARE 0 |             | 2071-0004/0 | De Meeûsplantsoen - Elsene                                                                           |
| Eigen huis en atelier van kunstschilder Lemmers                                                      | 18/11/1976       | 1904 Gabriel Charle                                                                  | Eclecticisme                          | Kunstenaarswoning en atelier                     | Hervormingsstraat 74                                                                                                |             | 2071-0005/0 | Eigen huis en atelier van kunstschilder Lemmers                                                      |
| Vijvers van Elsene                                                                                   | 18/11/1976       |                                                                                      |                                       | Park                                             | GULDEN-SPORENLAAN 0a , GEO BERNIERLAAN 0 ,                                                                          |             | 2071-0006/0 | Vijvers van Elsene                                                                                   |
| Art-nouveauhuis Woning Beukman                                                                       | 07/12/1981       | 1900 Albert Roosenboom                                                               | Art nouveau                           | Huis                                             | FAIDERSTRAAT 83 |             | 2071-0008/0 | Art-nouveauhuis Woning Beukman                                                                       |
| Herenhuis Albert Ciamberlani                                                                         | 12/01/1983       | 1897 Paul Hankar                                                                     | Art nouveau                           | Huis                                             | DEFACQZSTRAAT 48 |             | 2071-0009/0 | Herenhuis Albert Ciamberlani                                                                         |
| Art-nouveauhuis                                                                                      | 15/03/1983       | 1902 Ernest Blerot                                                                   | Art nouveau                           | Huis                                             | VILAIN XIIII-STRAAT 9                                                                                               |             | 2071-0010/0 | Art-nouveauhuis                                                                                      |
| Huis Wolfers                                                                                         | 04/10/1983       | 1930 Henry Van de Velde                                                              | Modernisme                            | Huis                                             | Aalphonse Renardstraat 60 , JEAN-BAPTISTE COLYNSSTRAAT 0                                                            |             | 2071-0011/0 | Huis Wolfers                                                                                         |
| Art-nouveaudubbelhuis                                                                                | 30/03/1989       | 1904 Ernest Blerot                                                                   | Art nouveau                           | Gekoppelde enkelhuizen                           | GENERAAL DE GAULLELAAN 38 - 39                                                                                      |             | 2071-0016/0 | Art-nouveaudubbelhuis                                                                                |
| Lied van Sotternieënpaleis                                                                           | 08/08/1988       | 1925 Antoine Courtens                                                                | Art deco                              | Appartementsgebouw                               | GENERAAL JACQUESLAAN 2 , LIED VAN SOTTERNIEENLAAN 0                                                                 |             | 2071-0017/0 | Lied van Sotternieënpaleis                                                                           |
| Lied van Sotternieënpaleis                                                                           | 25/10/2001       | 1925 Antoine Courtens                                                                | Art deco                              | Appartementsgebouw                               | GENERAAL JACQUESLAAN 2 , LIED VAN SOTTERNIEENLAAN 0                                                                 |             | 2071-0017/1 | Lied van Sotternieënpaleis                                                                           |
| Ter Kamerenabdij - geheel van de gebouwen, de globale omheinde ruimte en haar onmiddellijke omgeving | 06/05/1993       |                                                                                      |                                       | Abdij                                            | ABDIJ TER KAMEREN 0 , KLOOSTERDREEF 0 , MUNSTERSTRAAT 0 , EMILE DE MOTLAAN 0 , EMILE DURAYLAAN 0 , RODE-KRUISSQUARE |             | 2071-0019/0 | Ter Kamerenabdij - geheel van de gebouwen, de globale omheinde ruimte en haar onmiddellijke omgeving |
| Luxemburgstation - Leopoldswijk                                                                      | 21/11/1991       | 1854-1855 Gustave Saintenoy                                                          | Eclecticisme                          | Station                                          | TRIERSTRAAT 1 A |             | 2071-0021/0 | Luxemburgstation - Leopoldswijk                                                                      |
| Voormalig Nationaal Instituut voor Radio-omroep (N.I.R.)                                             | 28/04/1994       | 1933-1938 Joseph Diongre                                                             | Modernisme, Art deco                  | Spektakelzaal                                    | EUGENE FLAGEYPLEIN 18                                                                                               |             | 2071-0022/0 | Voormalig Nationaal Instituut voor Radio-omroep (N.I.R.)                                             |
| Eigen huis van architect Paul Saintenoy                                                              | 02/07/1992       | 1897 Paul Saintenoy                                                                  | Eclecticisme, Art nouveau, Neogotisch | Huis                                             | GEWIJDE-BOOMSTRAAT 123                                                                                              |             | 2071-0023/0 | Eigen huis van architect Paul Saintenoy                                                              |
| Art-nouveauhuis                                                                                      | 10/06/1993       | 1902 Ernest Blerot                                                                   | Art nouveau                           | Huis                                             | VILAIN XIIII-STRAAT 11                                                                                              |             | 2071-0025/0 | Art-nouveauhuis                                                                                      |
| Akarova Zaal                                                                                         | 07/05/1992       | 1937 Jean-Jules Eggericx                                                             | Modernisme                            | Spektakelzaal                                    | RENBAANLAAN 72 |             | 2071-0027/0 | |
| Eigen huis van Guillaume Des Marez                                                                   | 28/04/1994       | 1905 A. Willaert                                                                     | Neogotisch                            | Huis                                             | KLAUWAARTSLAAN 11                                                                                                   |             | 2071-0028/0 | Eigen huis van Guillaume Des Marez                                                                   |
| Geheel van neoclassicistisch huizen - Luxemburgplein                                                 | 11/09/1992       | 1854 Antoine Trappeniers, L. Mors                                                    | Neoclassicisme                        | Huis                                             | LUXEMBURGPLEIN 1 - 14, LUXEMBURGSTRAAT 64 - 66, LUXEMBURGSTRAAT 49 - 51, AARLENSTRAAT 11 , AARLENSTRAAT             |             | 2071-0029/0 | Geheel van neoclassicistisch huizen - Luxemburgplein                                                 |
| Art-nouveauhuis                                                                                      | 28/04/1994       | 1900 Ernest Blerot                                                                   | Art nouveau                           | Huis                                             | GENERAAL JACQUESLAAN 36                                                                                             |             | 2071-0033/0 | Art-nouveauhuis                                                                                      |
| Art-Deco-appartementsgebouw                                                                          | 16/03/1995       | 1929 Joe Ramaekers                                                                   | Art deco, Modernisme                  | Appartementsgebouw                               | MOLIERELAAN 210 , JOSEPH STALLAERTSTRAAT 0                                                                          |             | 2071-0036/0 | Art-Deco-appartementsgebouw                                                                          |
| Wachthuisje                                                                                          | 20/04/2006       |                                                                                      |                                       | Tramhuisje                                       | MARIE-JOSEPLEIN 0                                                                                                   |             | 2071-0039/0 | Wachthuisje                                                                                          |
| Eigen huis van architect Adrien Blomme                                                               | 05/06/1997       | 1908 Adrien Blomme                                                                   | Eclecticisme                          | Huis                                             | LARIKSENSTRAAT 0 , AMERIKAANSE STRAAT 205                                                                           |             | 2071-0041/0 | Eigen huis van architect Adrien Blomme                                                               |
| Voormalige vishandel van de Leopoldswijk                                                             | 07/03/1996       | 1906                                                                                 | Art nouveau                           | Winkel                                           | TROONSTRAAT 65 , LONDENPLEIN 0                                                                                      |             | 2071-0043/0 | Voormalige vishandel van de Leopoldswijk                                                             |
| Voormalige vishandel van de Leopoldswijk (interieur)                                                 | 18/03/2004       | 1906                                                                                 | Art nouveau                           | Winkel                                           | TROONSTRAAT 65 , LONDENPLEIN 0                                                                                      |             | 2071-0043/1 | Voormalige vishandel van de Leopoldswijk (interieur)                                                 |
| Parc Jadot - hotel particulier Canonne                                                               | 18/02/2016       |                                                                                      | Eclecticisme                          |                                                  | BURGEMEESTERSSTRAAT 15                                                                                              |             | 2071-0047/0 | |
| Hartbladige els (Alnus cordata)                                                                      |                  |                                                                                      |                                       | Opmerkelijke boom                                | GEWIJDE-BOOMSTRAAT 0                                                                                                |             | 2071-0053/0 | |
| Mammoetboom (Sequoiadendron giganteum)                                                               |                  |                                                                                      |                                       | Opmerkelijke boom                                | ITALIELAAN 27 |             | 2071-0060/0 | |
| Voormalige porseleinfabriek Vermeren-Coché (heden huis Demeuldre-Coché)                              | 26/06/1997       | 1870                                                                                 | Eclecticisme, Art nouveau             | Fabriek - middelgroot                            | WAVERSE STEENWEG 143 , GEORGES LORANDSTRAAT 0                                                                       |             | 2071-0063/0 | Voormalige porseleinfabriek Vermeren-Coché (heden huis Demeuldre-Coché)                              |
| Gemeentehuis en tuin - voormalig verblijf van Charles de Beriot en la Malibran                       | 13/04/1995       | 1833                                                                                 | Neoclassicisme                        | Villa en tuin                                    | ELSENSE STEENWEG 168 , FERNAND COCQPLEIN 0                                                                          |             | 2071-0064/0 | Gemeentehuis en tuin - voormalig verblijf van Charles de Beriot en la Malibran                       |
| Voormalige woning en atelier van steenkolenhandelaar Edouard Taymans                                 | 14/03/1996       | 1906-1912 Paul Hamesse                                                               | Art nouveau                           | Kunstenaarswoning en atelier                     | ELYZEESE VELDENSTRAAT 6 A - 6                                                                                       |             | 2071-0071/0 | Voormalige woning en atelier van steenkolenhandelaar Edouard Taymans                                 |
| Brug Kroonlaan - over Graystraat                                                                     | 10/12/2015       |                                                                                      | Industriële archeolgie                | Brug                                             | GRAYSTRAAT 0 , KROONLAAN 0                                                                                          |             | 2071-0072/0 | Brug Kroonlaan - over Graystraat                                                                     |
| Eigen huis en atelier van de schilder Paul Mathieu                                                   | 06/11/1997       | 1905 Emile Lambot                                                                    | Eclecticisme                          | Kunstenaarswoning en atelier                     | AMERIKAANSE STRAAT 172                                                                                              |             | 2071-0073/0 | Eigen huis en atelier van de schilder Paul Mathieu                                                   |
| Eigen huis en atelier van de schilder Géo Bernier                                                    | 03/07/1997       | 1902-1904 Alban Chambon                                                              | Art nouveau                           | Kunstenaarswoning en atelier                     | HERVORMINGSSTRAAT 4                                                                                                 |             | 2071-0074/0 | Eigen huis en atelier van de schilder Géo Bernier                                                    |
| Constantin Meuniermuseum                                                                             | 16/10/1997       | 1899 Ernest Delune                                                                   | Eclecticisme                          | Kunstenaarswoning en atelier                     | ABDIJSTRAAT 59 |             | 2071-0075/0 | Constantin Meuniermuseum                                                                             |
| Wiertz Museum en tuin                                                                                | 23/10/1997       | 1851-1853                                                                            |                                       | Gebouw en tuin                                   | VAUTIERSTRAAT 62 |             | 2071-0076/0 | Wiertz Museum en tuin                                                                                |
| Eigen huis en atelier van beeldhouwer Alfred Crick                                                   | 06/11/1997       | 1891 Paul Hankar                                                                     | Eclecticisme                          | Kunstenaarswoning en atelier                     | SIMONISSTRAAT 64 |             | 2071-0077/0 | Eigen huis en atelier van beeldhouwer Alfred Crick                                                   |
| Voormalig kunstenaarsatelier                                                                         |                  |                                                                                      | Eclecticisme                          | Kunstenaarsatelier                               | ISIDORE VERHEYDENSTRAAT 15                                                                                          |             | 2071-0079/0 | Voormalig kunstenaarsatelier                                                                         |
| Voormalige Laiterie van de Oude Linde en Auberge de Boondael                                         |                  | 1904                                                                                 | Landelijke architectuur               | Café                                             | OUDE-LINDESQUARE 11 - 12                                                                                            |             | 2071-0083/0 | Voormalige Laiterie van de Oude Linde en Auberge de Boondael                                         |
| Eigen huis van architect Octave Van Rysselberghe                                                     | 05/06/1997       | 1912 Octave Van Rysselberghe                                                         | Art nouveau                           | Kunstenaarswoning                                | LIVORNOSTRAAT 83 |             | 2071-0085/0 | Eigen huis van architect Octave Van Rysselberghe                                                     |
| Eigen huis van architect Antoine Pompe                                                               | 05/06/1997       | 1895                                                                                 | Eclecticisme                          | Huis                                             | KASTELEINSSTRAAT 47                                                                                                 |             | 2071-0090/0 | Eigen huis van architect Antoine Pompe                                                               |
| Eigen huis van architect Georges Hobé                                                                |                  | 1913 Georges Hobé                                                                    | Art nouveau, Beaux-Arts               | Huis                                             | KLUISSTRAAT 54 |             | 2071-0091/0 | Eigen huis van architect Georges Hobé                                                                |
| Eigen huis van architect Adrien Blomme                                                               |                  | 1913 Adrien Blomme                                                                   | Eclecticisme                          | Huis                                             | GEO BERNIERLAAN 13                                                                                                  |             | 2071-0092/0 | Eigen huis van architect Adrien Blomme                                                               |
| Art nouveau huis                                                                                     | 10/10/1996       | 1910 Jean-Baptiste Dewin                                                             | Eclecticisme, Art nouveau             | Huis                                             | MOLIERELAAN 172 |             | 2071-0093/0 | Art nouveau huis                                                                                     |
| De Oeuvre du Calvaire, de tuin en de geplaveide met lindebomen omzoomde dreef                        |                  |                                                                                      | Classicistisch eclecticisme           | Architecturaal geheel                            | WAVERSE STEENWEG 249 , LIMAUGESTRAAT 14 A - 14                                                                      |             | 2071-0099/0 | De Oeuvre du Calvaire, de tuin en de geplaveide met lindebomen omzoomde dreef                        |
| Sint-Bonifatiuskerk                                                                                  | 18/03/1999       | 1846-1849 Joseph Dumont                                                              | Neogotisch                            | Kerk                                             | VREDESTRAAT 21 A - 23                                                                                               |             | 2071-0103/0 | Sint-Bonifatiuskerk                                                                                  |
| Eigen huis van de schrijver en kunstcriticus Sander Pierron                                          | 19/02/1998       | 1903-1904 Victor Horta                                                               | Art nouveau                           | Huis                                             | WATERLEIDINGSSTRAAT 157                                                                                             |             | 2071-0104/0 | Eigen huis van de schrijver en kunstcriticus Sander Pierron                                          |
| Art-nouveauhuis                                                                                      | 19/02/1998       | 1907 Victor Taelemans                                                                | Art nouveau                           | Huis                                             | ERNEST SOLVAYSTRAAT 32                                                                                              |             | 2071-0105/0 | Art-nouveauhuis                                                                                      |
| Geheel van art-nouveauhuizen                                                                         | 05/03/1998       | 1900 Ernest Blerot                                                                   | Art nouveau                           | Architecturaal geheel                            | SINT-BONIFAASSTRAAT 15 - 19, SINT-BONIFAASSTRAAT 20 - 22, ERNEST SOLVAYSTRAAT 12 - 22, ERNEST SOLVAYSTRAAT 19       |             | 2071-0106/0 | Geheel van art-nouveauhuizen                                                                         |
| Hotel Janssens                                                                                       | 12/11/1998       | 1905 Paul Hankar                                                                     | Art nouveau                           | Kunstenaarswoning                                | DEFACQZSTRAAT 50 |             | 2071-0107/0 | Hotel Janssens                                                                                       |
| Herenhuis José Ciamberlani en zijn paardenstallen                                                    | 07/06/2001       | 1900 Paul Hankar                                                                     | Art nouveau                           | Herenhuis                                        | PAUL EMILE JANSONSTRAAT 23 - 25                                                                                     |             | 2071-0108/0 | |
| Gewone es (Fraxinus excelsior)                                                                       |                  |                                                                                      |                                       | Opmerkelijke boom                                | PROVOOSTSTRAAT 116                                                                                                  |             | 2071-0109/0 | |
| Eigen huis en atelier van de schilder Paul Verdussen                                                 | 11/03/1999       | 1901 Paul Hamesse                                                                    | Art nouveau                           | Kunstenaarswoning en atelier                     | BRUGMANNLAAN 211 |             | 2071-0110/0 | Eigen huis en atelier van de schilder Paul Verdussen                                                 |
| Rode beuk (Fagus sylvatica f. purpurea)                                                              |                  |                                                                                      |                                       | Opmerkelijke boom                                | FRANCOIS STROOBANTSTRAAT 8                                                                                          |             | 2071-0111/0 | |
| Witte paardenkastanje (Aesculus hippocastanum)                                                       |                  |                                                                                      |                                       | Opmerkelijke boom                                | RENBAANLAAN 28 |             | 2071-0112/0 | |
| Neoclassicistische gekoppelde huizen                                                                 |                  | 1877                                                                                 | Neoclassicisme                        | Gekoppelde enkelhuizen                           | CAROLYSTRAAT 23 - 25                                                                                                |             | 2071-0113/0 | Neoclassicistische gekoppelde huizen                                                                 |
| Art-nouveauhuis                                                                                      | 10/10/2002       | 1903 Ernest Blerot                                                                   | Art nouveau                           | Huis                                             | DALSTRAAT 40 |             | 2071-0117/0 | Art-nouveauhuis                                                                                      |
| Voormalig atelier en woning van Clas Grüner Sterner                                                  | 23/10/2003       | 1902 Ernest Delune                                                                   | Art nouveau                           | Kunstenaarswoning en atelier                     | MEERSTRAAT 6 , DALSTRAAT 5                                                                                          |             | 2071-0119/0 | Voormalig atelier en woning van Clas Grüner Sterner                                                  |
| Voormalig Chirurgisch Instituut van Dokter Depage en voormalig Nationaal Instituut van het Bloed     |                  | 1926 Jean-Baptiste Dewin                                                             | Art deco, Art nouveau                 | Ziekenhuis                                       | GEORGES BRUGMANNPLEIN 29                                                                                            |             | 2071-0124/0 | Voormalig Chirurgisch Instituut van Dokter Depage en voormalig Nationaal Instituut van het Bloed     |
| Résidence de La Cambre                                                                               | 14/07/2005       | 1938 Marcel Peeters                                                                  | Modernisme                            | Appartementsgebouw                               | GENERAAL JACQUESLAAN 20                                                                                             |             | 2071-0125/0 | Résidence de La Cambre                                                                               |
| Geheel van art-nouveauhuizen                                                                         | 15/06/2006       | 1903-1905 Benjamin De Lestre                                                         | Art nouveau                           | Architecturaal geheel                            | GENERAAL JACQUESLAAN 186 - 188                                                                                      |             | 2071-0135/0 | Geheel van art-nouveauhuizen                                                                         |
| Herenhuis Baron Buffin                                                                               | 15/06/2006       | 1905 Henri Jacobs                                                                    | Art nouveau                           | Herenhuis                                        | CAROLYSTRAAT 19 |             | 2071-0138/0 | Herenhuis Baron Buffin                                                                               |
| Herenhuis Watteyne                                                                                   | 15/06/2006       | 1901 Franz Tilley                                                                    | Art nouveau                           | Huis                                             | KROONLAAN 206 |             | 2071-0139/0 | Herenhuis Watteyne                                                                                   |
| Eigen woning van architect A. Delune                                                                 | 23/02/2006       | 1903 Aimable Delune                                                                  | Art nouveau                           | Huis                                             | VAN ELEWYCKSTRAAT 41                                                                                                |             | 2071-0141/0 | Eigen woning van architect A. Delune                                                                 |
| Voormalige apotheek en huis van Max Blieck                                                           | 08/05/2008       | 1905 Ernest Bliek                                                                    | Art nouveau                           | Huis                                             | GENERAAL JACQUESLAAN 74                                                                                             |             | 2071-0143/0 | Voormalige apotheek en huis van Max Blieck                                                           |
| Japanse esdoorn (Acer palmatum)                                                                      |                  |                                                                                      |                                       | Opmerkelijke boom                                | FRANZ MERJAYSTRAAT 188                                                                                              |             | 2071-0144/0 | |
| Rode beuk (Fagus sylvatica f. purpurea)                                                              |                  |                                                                                      |                                       | Opmerkelijke boom                                | VLEURGATSE STEENWEG 80 - 82                                                                                         |             | 2071-0145/0 | |
| Gingko (Ginkgo biloba)                                                                               |                  |                                                                                      |                                       | Opmerkelijke boom                                | KRUISSTRAAT 37 , MERCELISSTRAAT 32                                                                                  |             | 2071-0146/0 | |
| Zwarte den (Pinus nigra)                                                                             |                  |                                                                                      |                                       | Opmerkelijke boom                                | BOSVOORDSE STEENWEG 32 - 34                                                                                         |             | 2071-0147/0 | |
| Rode beuk (Fagus sylvatica f. purpurea)                                                              |                  |                                                                                      |                                       | Opmerkelijke boom                                | KROONLAAN 26 - 28                                                                                                   |             | 2071-0148/0 | |
| Ginkgo (Ginkgo biloba) en rode beuk (Fagus sylvatica f. purpurea)                                    |                  |                                                                                      |                                       | Opmerkelijke boom                                | ABDIJSTRAAT 26 |             | 2071-0149/0 | |
| Italiaanse populier (populus nigra var. Italica)                                                     |                  |                                                                                      |                                       | Opmerkelijke boom                                | VISVIJVERSTRAAT 73                                                                                                  |             | 2071-0152/0 | |
| Le Tonneau                                                                                           | 19/04/2007       | 1939-1940 Jean-Florian Collin en Stanislas Jasinski                                  | Modernisme                            | Appartementsgebouw                               | GENERAAL DE GAULLELAAN 51                                                                                           |             | 2071-0154/0 | Le Tonneau                                                                                           |
| Noorse esdoorn (Acer platanoïdes)                                                                    |                  |                                                                                      |                                       | Opmerkelijke boom                                | GENERAAL GENEESHEER DERACHELAAN 45                                                                                  |             | 2071-0164/0 | |
| Gewone beuk (Fagus sylvatica)                                                                        |                  |                                                                                      |                                       | Opmerkelijke boom                                | FRANZ MERJAYSTRAAT 69                                                                                               |             | 2071-0165/0 | |
| Kinderdagverblijf Le Nid                                                                             |                  | 1911 Fernand Symons                                                                  | Art nouveau                           | School                                           | NESTSTRAAT 9 - 13                                                                                                   |             | 2071-0166/0 | Kinderdagverblijf Le Nid                                                                             |
| Gemeentelijk zwembad van Elsene                                                                      | 20/09/2007       | 1904 J. Rau, Alexandre Ccooreman                                                     | Industriële architectuur              | Zwembad                                          | ZWEMKUNSTSTRAAT 10                                                                                                  |             | 2071-0167/0 | |
| Rectoraatsgebouw van de Vrije Universiteit Brussel                                                   | 27/09/2007       | 1974-1978 Renaat Braem                                                               | Hedendaags                            | Kantoorgebouw                                    | PLEINLAAN 2 |             | 2071-0168/0 | Rectoraatsgebouw van de Vrije Universiteit Brussel                                                   |
| Patisserie Aux caprices du Bailli                                                                    |                  | 1890                                                                                 | Neoclassicisme, Art nouveau           | Winkel                                           | BALJUWSTRAAT 75 |             | 2071-0172/0 | Patisserie Aux caprices du Bailli                                                                    |
| Hotel Petrucci-Wolfers                                                                               | 24/09/2015       | 1924-1926 Jean-Jules Eggericx                                                        | Modernisme                            | Huis                                             | DE PRAETERESTRAAT 18 - 20                                                                                           |             | 2071-0174/0 | Hotel Petrucci-Wolfers                                                                               |
| Rode beuk (Fagus sylvatica f. purpurea)                                                              | 28/11/2013       |                                                                                      |                                       | opmerkelijke boom                                | KASTELEINSSTRAAT 22                                                                                                 |             | 2071-0180/0 | |
| Station van Etterbeek                                                                                | 10/12/2015       |                                                                                      |                                       | Station                                          | GENERAAL JACQUESLAAN 265                                                                                            |             | 2071-0181/0 | Station van Etterbeek                                                                                |
| Veldesdoorn                                                                                          | 18/02/2016       |                                                                                      |                                       | Opmerkelijke boom                                | GUILLAUME GILBERTLAAN 120                                                                                           |             | 2071-0184/0 | |
| Notenboom                                                                                            | 28/03/2013       |                                                                                      |                                       | Opmerkelijke boom                                | MIGNOT DELSTANCHESTRAAT 98                                                                                          |             | 2071-0185/0 | |
| Oosterse plataan                                                                                     | 27/03/2014       |                                                                                      |                                       | Opmerkelijke boom                                | DERBYLAAN 12 |             | 2071-0187/0 | |
| Noorse esdoorn (Acer platanoides)                                                                    | 27/03/2014       |                                                                                      |                                       | Opmerkelijke boom                                | TROONSTRAAT 156 |             | 2071-0188/0 | |
| Gemeentelijke begraafplaats van Elsene                                                               | 15/09/2016       | 1877                                                                                 |                                       | Begraafplaats                                    | BOONDAALSE STEENWEG 478                                                                                             |             | 2071-0192/0 | Gemeentelijke begraafplaats van Elsene                                                               |
| Résidence Albert en Leopold                                                                          | 28/03/1996       | 1934-1937 Jean-Jules Eggericx, Raphael                                               | Modernisme                            | Architecturaal geheel volgens spiegelbeeldschema | DE MEEUSSQUARE 22A - 22B, LUXEMBURGSTRAAT 27 - 29, DE MEEUSSQUARE 23 - 24, LUXEMBURGSTRAAT 32                       |             | 2043-0319/0 | Résidence Albert en Leopold                                                                          |